# Mîndru Katz

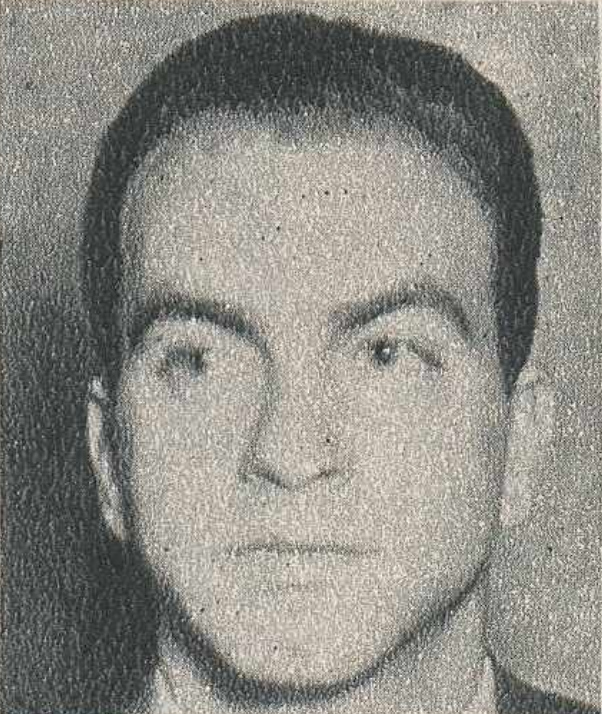
Mîndru Katz

Mîndru Katz (* 3. Juni 1925 in Bukarest, Rumänien; † 30. Januar 1978 in Istanbul, Türkei) war ein israelischer Pianist rumänischer Herkunft.

## Leben
Die Begabung Katz’ wurde bereits in seiner Kindheit von George Enescu erkannt. Er wurde Schüler von Florica Musicescu, bei der auch Dinu Lipatti und Radu Lupu studierten und schloss 1947 an der Franz-Liszt-Musikakademie Budapest ab. Im gleichen Jahr debütierte er als Pianist mit den Bukarester Sinfonikern. 1959 wanderte er nach Israel aus, wo er als Pianist und Lehrer großen Einfluss auf das Niveau der pianistischen Kultur und der Aufführungspraxis hatte. Zu seinen Schülern an der Musikhochschule der Universität Tel Aviv zählte unter anderem Benjamin Erlich. Beim ersten Arthur Rubinstein International Piano Master Competition für Klavier 1974 war er neben Arthur Rubinstein, Arturo Benedetti Michelangeli, Eugene Istomin und anderen Mitglied der Jury.
Katz arbeitete mit großen Dirigenten wie Sir John Barbirolli, Sergiu Celibidache, Antal Doráti, Josef Krips, Lorin Maazel und Alfred Wallenstein und bedeutenden Orchestern wie dem Philadelphia Orchestra, dem Los Angeles Philharmonic Orchestra, dem Royal Philharmonic Orchestra, B.B.C. Orchestra, dem Hallé-Orchester und dem Israel Philharmonic Orchestra zusammen. Sein Repertoire umfasste neben dem Klavierwerk von Bach und Beethoven auch die Klavierkonzerte Aram Chatschaturjans und Sergei Prokofjews. Mit Henryk Szeryng nahm er die Violinsonaten von César Franck und Johannes Brahms auf.
Katz starb am 30. Januar 1978 an einem Herzinfarkt während einer Aufführung in Istanbul auf der Bühne.
| Personendaten    | Personendaten        |
| ---------------- | -------------------- |
| NAME             | Katz, Mîndru         |
| KURZBESCHREIBUNG | israelischer Pianist |
| GEBURTSDATUM     | 3. Juni 1925         |
| GEBURTSORT       | Bukarest, Rumänien   |
| STERBEDATUM      | 30. Januar 1978      |
| STERBEORT        | Istanbul, Türkei     |